# Alberto Cifuentes
Alberto Cifuentes Martínez (Albacete, 29 maggio 1979) è un ex calciatore spagnolo, di ruolo portiere.